# Università degli Studi di Milano-Bicocca
L'Università degli Studi di Milano-Bicocca (nota anche come Università Bicocca, Università di Milano-Bicocca, Ateneo Nuovo e con l'acronimo UniMiB) è un'università statale italiana fondata nel 1998.

## Storia

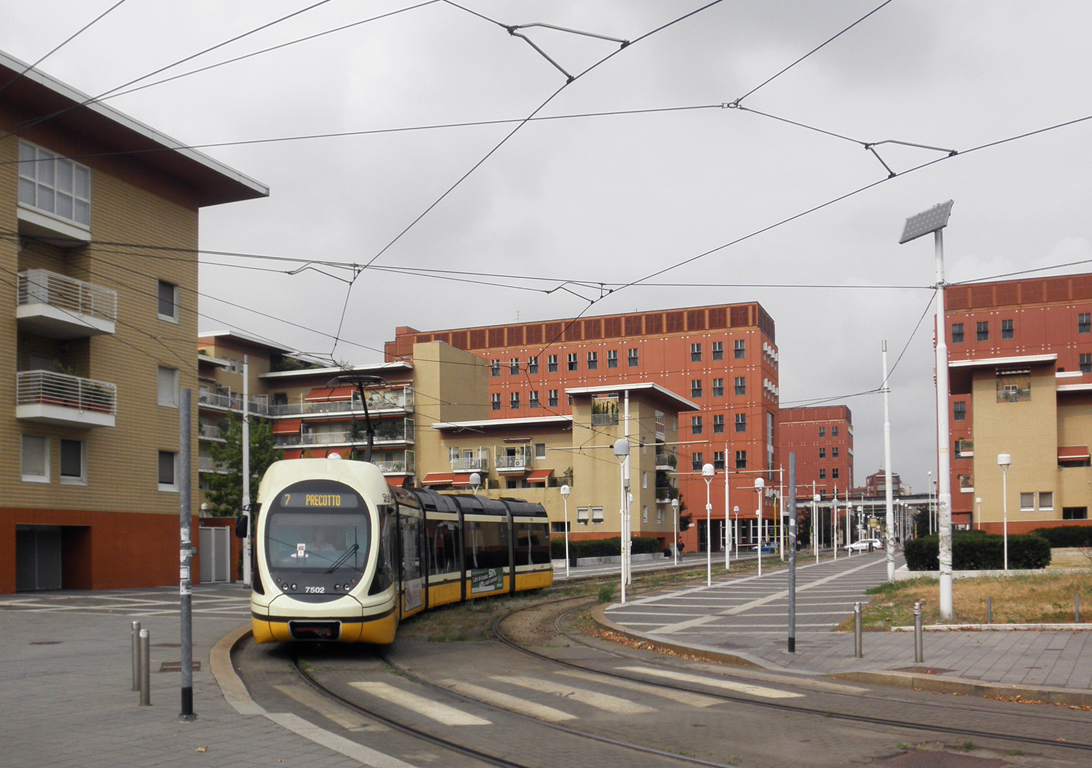
Il Campus dell'Università degli Studi di Milano-Bicocca visto da Piazza Egeo

Verso la metà degli anni 1980, parallelamente all'opportunità di riconvertire vaste aree dismesse del tessuto industriale urbano di Milano, cominciò a emergere la necessità di trovare aree in cui aprire un nuovo polo universitario. Il fine essenziale era il decongestionamento dell'Università Statale, sita nella centralissima via Festa del Perdono, le cui strutture erano in grave difficoltà nel reggere la costante crescita della massa degli studenti iscritti (oltre novantamila, a fronte del tetto massimo di quarantamila fissato dalla legge 590 del 1982).
Per questo, nel settembre 1993, una delibera della giunta del Comune di Milano individuò l'area della Bicocca come sede per l'insediamento del nuovo polo universitario milanese. Tale "Seconda Università degli Studi di Milano" venne istituita con Decreto Ministeriale (DM) il 10 giugno 1998; il passo successivo fu la nomina di un comitato ordinatore di dieci membri (poi portati a dodici con il DM 12/3/1999, n. 92, nel quale altresì l'ateneo fu ridenominato "Università degli Studi di Milano-Bicocca"). Il comitato rimase in carica fino all'istituzione degli organi accademici (Senato Accademico e Consiglio di Amministrazione), che si insediarono il 1º novembre 1999.
Il primo insediamento didattico in Bicocca risaliva già all'autunno del 1991, con l'avvio, nell'area chiamata Segnanino, del nuovo corso di laurea in Scienze Ambientali, della Facoltà di Scienze dell'Università degli Studi di Milano, la cui attivazione era stata prevista dal piano quadriennale di sviluppo 1986/1990. Ad esso avevano fatto seguito altre attivazioni di corsi della Statale: il corso di laurea in Scienza dei Materiali della Facoltà di Scienze Matematiche Fisiche e Naturali (ottobre 1994) e il corso di laurea in Biotecnologie, per la collaborazione di cinque diverse facoltà (ottobre 1995). Inoltre, all'inizio dell'anno accademico 1997/1998, si trasferivano in Bicocca la Facoltà di Economia e la seconda Facoltà di Giurisprudenza, istituite presso l'Università degli Studi di Milano, rispettivamente negli anni accademici 1993/1994 e 1994/1995, in vista di un loro passaggio alla nuova università, al momento della sua costituzione.
I primi corsi della nuova università vennero attivati nell'anno accademico 1998-1999. Come emblema fu scelto un ottaedro, mutuato dal Divina proportione di Luca Pacioli (modificato rispetto alla figura originale con l'eliminazione dalle linee intermedie e l'inserimento in una gabbia d'impaginazione), a simboleggiare la multidisciplinarità dell'ateneo.

## Struttura
In seguito alla legge 240/2010, introdotta con la riforma del sistema universitario nazionale, si è determinata la revoca delle facoltà e l'istituzione di dipartimenti, con funzione di ricerca scientifica e svolgimento di attività didattiche, e di Scuole, con funzione di raccordo didattico tra i vari Dipartimenti.
I dipartimenti:
- Dipartimento di Economia, metodi quantitativi e strategie di Impresa
- Dipartimento di Scienze economico-aziendali e diritto per l'economia
- Dipartimento di Statistica e metodi quantitativi
- Dipartimento di Giurisprudenza
- Dipartimento di Medicina e chirurgia
- Dipartimento di Psicologia
- Dipartimento di Biotecnologie e bioscienze
- Dipartimento di Fisica "Giuseppe Occhialini"
- Dipartimento di Informatica, sistemistica e comunicazione
- Dipartimento di Matematica e applicazioni
- Dipartimento di Scienza dei materiali
- Dipartimento di Scienze dell'ambiente e della Terra
- Dipartimento di Scienze umane per la formazione "Riccardo Massa"
- Dipartimento di Sociologia e ricerca sociale

Le scuole:
- Scuola di Economia e Statistica
- Scuola di Scienze

Le attività dell'università si svolgono in vari edifici identificati dalla lettera maiuscola "U" e da un numero progressivo. La maggior parte di essi fa parte del Campus di Milano e si trova nella zona del quartiere Bicocca sita tra il fascio binari della stazione Milano Greco-Pirelli e viale Sarca. Questi edifici sono collegati tra loro da un servizio di navetta gratuito.

### Campus di Milano e Sesto
- U1 - Scienze dell'Ambiente e del Territorio
- U2 - Fisica, Biblioteca Scientifica
- U3 - Biotecnologie e Bioscienze
- U4 - Scienze Geologiche e Geotecnologie
- U5 - Scienza dei Materiali, Matematica e applicazioni, Sistemi informativi
- U6 - Rettorato, Economia, Giurisprudenza, Psicologia, Scienze della Formazione, mensa, bar, Biblioteca
- U7 - Economia, Scienze Statistiche, Sociologia, mensa, bar
- U9 - Psicologia, Settore Didattico, Laboratori Scientifici Pesanti, Associazione cultura, sport e tempo libero, Centro di Produzione Multimediale
- U10 - Nuovo edificio dipartimentale (non ancora costruito)
- U11 - Risorse immobiliari e strumentali (dismesso)
- U12 - Residenze studentesche, Coordinamento interuniversitario per il diritto allo studio, auditorium, mediateca, palestra, mensa
- U13
- U14 - Informatica, Sistemistica e Comunicazione (all'interno dell'area ex Ansaldo Breda)
- U15 - Centro tecnologico e analisi ambientale
- U16 - Scienze umane per la Formazione, Asilo nido
- U17 - Orientamento, Assistenza disabili
- U21 - Segreterie studenti, Settore ricerca, Ufficio FSE (dismesso, le attività sono state trasferite in U12)
- U22 - Residenza universitaria Sesto San Giovanni
- U24 - Ex deposito del Campus, poi sottoposto a ristrutturazione ed assegnato al Dipartimento di Informatica, Sistemistica e Comunicazione come edificio per gli insegnamenti. Comprende l'edificio A e B, entrambi situati vicino all'U14.

Gli edifici U1, U2, U3 e U4 formano un quadrato attorno a Piazza della Scienza, al centro della quale si trova la fermata Università Bicocca Scienza della Metrotramvia 7. Gli edifici U6 (sede principale del campus, ospitante il rettorato, l'aula magna, la biblioteca centrale, gli uffici stage, CUS, UFSE e uno sportello della Banca Popolare di Sondrio) e U7 costituiscono il primo nucleo dell'insediamento universitario nel quartiere. Essi sono disposti a forma di L attorno a Piazza dell'Ateneo Nuovo, al di sotto della quale si trova un parcheggio su due livelli riservato al personale e agli studenti. U6 e U7 sono collegati da quattro corridori sospesi. Accanto all'U7, sotto il livello stradale, si trova la fermata Arcimboldi Ateneo Nuovo della Metrotramvia 7. L'edificio U12 si affaccia su un'area verde dotata di fontane, specchi d'acqua e cascate che terminano in una piazzetta a livello ribassato dietro l'U7. L'edificio U17 si trova nella piazzetta ribassata accessibile scendendo le scale situate dietro l'U7.

### Campus di Monza-Lissone-Vedano al Lambro

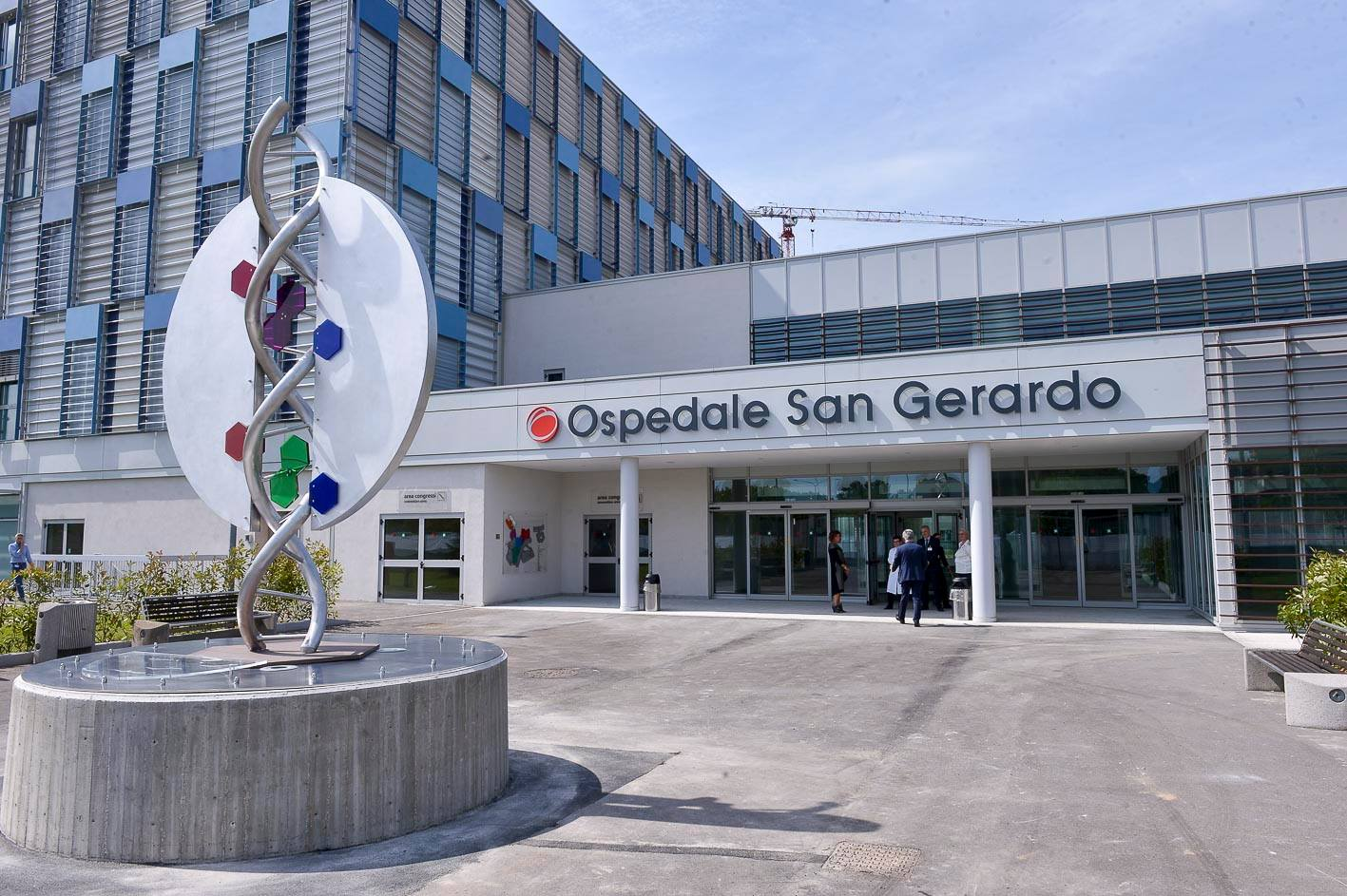
U58 - Ex sede monzese dell'Università di Milano-Bicocca

Il campus, istituito nel 1999, si trova nell'area adiacente all'Ospedale San Gerardo di Monza – con cui collabora – ed è sede della facoltà di medicina e chirurgia ed è costituito da vari edifici:
- U8, dove hanno sede i laboratori, l'aula microscopi, l'aula anatomia, e le aule per i corsi di medicina e chirurgia, infermieristica, fisioterapia, terapia della neuro e psicomotricità dell'età evolutiva,Tecniche di Laboratorio Biomedico, tecniche di radiologia medica per immagini e radioterapia,ostetricia e per i corsi magistrali di scienze infermieristiche e biotecnologie mediche.
- U18, dove hanno sede i laboratori informatici e le aule per i corsi di Medicina e Chirurgia, Odontoiatria e Protesi Dentaria, Infermieristica, Fisioterapia, Terapia della Neuro e Psicomotricità dell'età evolutiva,Tecniche di Laboratorio Biomedico, Tecniche di radiologia medica per immagini e radioterapia,Ostetricia.
- U28, dove ha sede il centro internazionale di ricerca biomedica, inaugurato per l'Anno Accademico 2015/2016.
- U38 (Villa Serena, edificio appartenente all'ospedale San Gerardo), dove hanno sede i corsi di laurea in odontoiatria e protesi dentaria, e igiene orale (presso la clinica odontoiatrica), i corsi di laurea in infermieristica, ostetricia e tecniche di radiologia medica per immagini e radioterapia ed il centro di ricerca sulla sanità pubblica.

Tali edifici si trovano nel campus universitario di via Cadore, tra i territori comunali di Monza, Lissone e Vedano al Lambro.
Fino all'anno accademico 2013-2014 faceva parte del campus anche l'edificio U58, presso l'ospedale Umberto I di Monza, sede del corso di laurea in scienze dell'organizzazione.

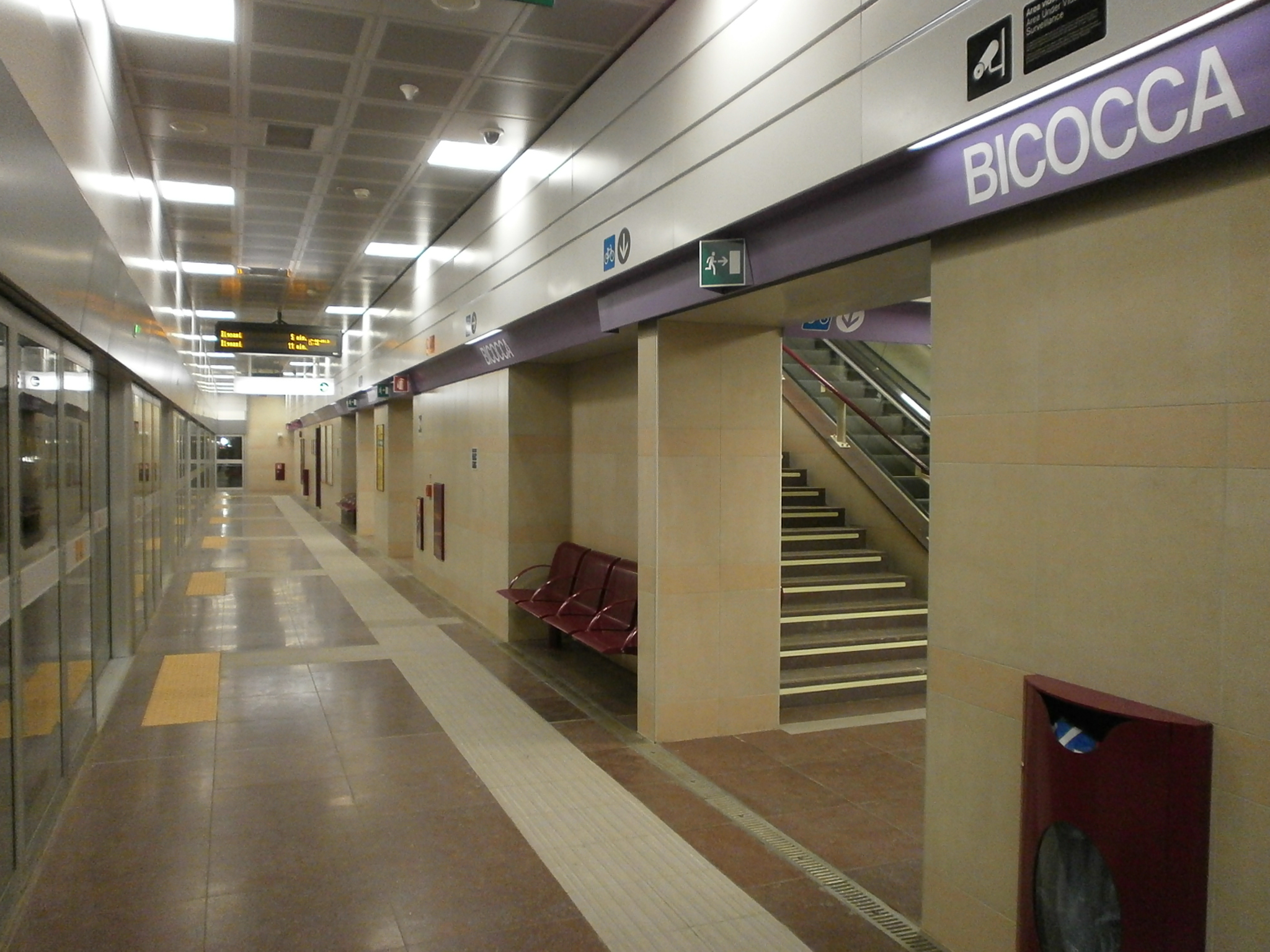
Banchina della fermata Bicocca della linea metropolitana M5

## Collegamenti
Il campus dell'Università degli Studi di Milano-Bicocca è servito dalla linea 5 della metropolitana di Milano (le stazioni più prossime sono Bicocca e Ponale), oltre che da alcune linee tramviarie e di autobus urbani.
Nei pressi del campus si trova altresì la stazione di Milano Greco Pirelli, facente parte del servizio ferroviario suburbano di Milano e delle linee regionali da e per Lecco (via Carnate e via Molteno), Bergamo (via Carnate), Brescia, Piacenza, Stradella, Chiasso e Saronno.

## Rettori
- Marcello Fontanesi[9] (1998-2013)
- Maria Cristina Messa[10] (2013-2019)
- Giovanna Iannantuoni (2019-2025)
- Marco Emilio Orlandi [11](dal 2025)

## Controversie
Negli anni duemiladieci alcuni docenti dell'ateneo sono stati coinvolti in un'inchiesta della Procura della Repubblica di Bari denominata Do ut des riguardante presunte irregolarità nei concorsi pubblici per professori ordinari. La stessa indagine, che complessivamente ha riguardato 35 docenti, ha visto coinvolti anche insegnanti di altre Università: l'Università degli Studi di Bari Aldo Moro, l'Università degli Studi di Sassari, l'Università della Valle d'Aosta, la Libera Università Mediterranea, l'Università degli Studi di Trento, l'Università degli Studi Roma Tre e l'Università Europea di Roma.